# ハリコンドリンB
ハリコンドリンB (halichondrin B) は、クロイソカイメンHalichondria okadaiに含まれる天然物である。1986年に、平田義正と上村大輔によって単離された。同時に平田らは、ハリコンドリンBが、マウスがん細胞に対して培養細胞ならびに生体 (in vivo) で非常に強い抗がん活性を示すことを報告している。
ハリコンドリンBは、アメリカ国立癌研究所 (NCI) による新規抗がん剤開発において非常に重点的に研究され、1991年、NCIの有名な（当時は全く新規の）60-cell lineスクリーニング による初めての試験例となった。60-Cell lineスクリーニングは、60種類のヒトがん細胞に対する抗がん活性を分析することで、抗がん剤の作用機構を解析する方法であり、ハリコンドリンBの場合はチューブリンを標的とする細胞分裂阻害剤であることが明らかとなった。
分子量1,110に及ぶポリエーテル化合物である（マクロリドではない）ハリコンドリンBの全合成は、1992年にハーバード大学の岸義人らによって達成された。以後、誘導体合成が可能になったことにより、ハリコンドリンBの構造を単純化し、医薬品として最適化した誘導体エリブリン (eribulin, E7389, ER-086526, NSC-707389) の発見・開発へとつながった。
エリブリンメシル酸塩（商品名ハラヴェン）は2010年11月15日に米国食品医薬品局 (FDA) から「アントラサイクリン系およびタキサン系抗がん剤を含む少なくとも2種類のがん化学療法による前治療歴のある転移性乳がん」に対する抗がん剤として承認された。2010年現在、エーザイによって局所再発性・転移性乳がんに対する治療薬として日本、欧州、スイス、シンガポールで承認申請が行なわれている。末期転移性乳がんに加えて、非小細胞肺がんや、前立腺がん、肉腫など様々な固形がんに対するエリブリンの適応がエーザイによって研究されている。

エリブリン (E7389) の構造